# Subprefeitura de Santo Amaro
A Subprefeitura de Santo Amaro é uma das 32 subprefeituras da cidade de São Paulo, sendo regida pela Lei nº 13.999 de 1º de agosto de 2002. Foi um município independente de 1832 até 1935, quando foi reincorporado à capital.
É composta por três distritos, Santo Amaro, Campo Belo e Campo Grande, que, somados, são equivalentes a uma área de 37,5 km², sendo habitada por 238 mil pessoas, segundo o
censo de 2010, e tendo sua densidade demográfica de 6 347 habitantes por km² 

## História
Com a vinda dos portugueses para o Brasil no período de Colonização, mais especificamente em 1556, na Capitania de São Vicente, os Jesuítas que queriam realizar o processo de catequização dos índios e outros trabalhos para a Companhia de Jesus, estavam divididos em três locais distintos escolhidos por Manuel de Nóbrega, Padre Provincial dos Jesuítas, sendo eles: Casa de São Paulo da Companhia de Jesus, localizada em São Paulo; Casa de São Vicente, em São Vicente (São Paulo); e Jeribatiba, em Santo Amaro.
Devido a esse processo de catequização, muitos índios e colonos permaneceram na região de Santo Amaro após esse período.Com isso, o jesuíta espanhol, José de Anchieta, propôs a criação de uma Igreja com a intenção de constituir um povoado. Uma estátua em madeira de Santo Amaro, padroeiro dos agricultores, foi doada para a Igreja pelo casal João Paes e sua mulher, Suzana Rodrigues em 1560, período em que a região começou a ser chamada de Santo Amaro. Atualmente, a imagem é mantida na Igreja matriz de Santo Amaro.
Em 1832 Santo Amaro foi elevado à município, que permaneceu até 1935, quando foi anexado ao município de São Paulo. O antigo município de Santo Amaro se tornou a Subprefeitura de Santo Amaro, que se tornou uma Administração Regional mais tarde e depois voltou a ser subprefeitura.

## Gestão atual
Ricardo Luís Reis Nunes (São Paulo, 13 de novembro de 1967) é um empresário e político brasileiro, filiado ao Movimento Democrático Brasileiro (MDB), desde os 18 anos. Foi vereador e atualmente é o prefeito de São Paulo, Ricardo Nunes nomeou diversos notáveis como subprefeitos que são os prefeitos regionais do município. Em Santo Amaro, Thamyris Nagell Eloy Bernardo assumiu o cargo em 08 de março de 2023. Moradora do distrito, Thamyris Nagell Eloy Bernardo é atuante nos bairros que formam os três distritos: Santo Amaro, Campo Belo e Campo Grande. Tem expressiva gestão pública com práticas de atendimento direto com o munícipe, desenvolvimento de projetos e ações em toda a região.

## Subprefeituras
São Paulo possui 32 pequenos "municípios" distribuídos pela cidade. Desde 2002, com a aprovação da lei 13.399, a maioria dos equipamentos públicos, como clubes da comunidade (antigos Clubes Desportivos Municipais - CDMs) e clubes da cidade foram transferidos para as Subprefeituras.
As Subprefeituras têm o papel de receber pedidos e reclamações da população, solucionar os problemas apontados; preocupam-se com a educação, saúde e cultura de cada região, tentando sempre promover atividades para a população.
Além disso, elas cuidam da manutenção do sistema viário, da rede de drenagem, limpeza urbana, vigilância sanitária e epidemiológica, entre outros papéis.
Atualmente estas subprefeituras estão vinculadas à Administração Direta do Município por meio da Secretaria Municipal das Subprefeituras (SMSUB).
Atualmente estas são as subprefeituras da cidade:

## Distrito de Santo Amaro
Área: 15,60 km²
População: 85 349 hab (2022)
Densidade demográfica (Hab/km²): 4 587
Principais Bairros: Alto da Boa Vista, Chácara Flora, Chácara Monte Alegre, Chácara Santo Antônio, Chácara São Luís, Granja Julieta, Jardim Cordeiro, Jardim Dom Bosco, Jardim Petrópolis, Jardim Promissão, Jardim Santo Amaro, Santo Amaro, Várzea de Baixo, Vila Cruzeiro, Vila Elvira, Vila União.

## Distrito de Campo Belo
Área: 8,80 km²
População: 71 058 hab (2022)
Densidade Demográfica (Hab/km²): 7 472
Principais Bairros: Brooklin Novo, Brooklin Paulista, Campo Belo, Jardim Aeroporto, jardim Brasil, Nova Piraju, Vila Alexandria, Vila Carmem, Vila Congonhas, Vila Noca.

## Distrito de Campo Grande
Área: 13,10 km²
População: 115 925 hab (2022)
Densidade Demográfica (Hab/km²): 7 688
Principais Bairros: Campininha, Campo Grande, Conjunto Residencial Sabará, Jardim Alva, Jardim Bélgica, Jardim Diomar, Jardim Luanda, Jardim Marajoara, Jardim Sabará, Jardim Santa Cruz, Jardim Umuarama, Parque Residencial Júlia, Vila Anhanguera, Vila Campo Grande, Vila Santana, Vila São Pedro.

### Datas Importantes
- 1686: O povoado é reconhecido como freguesia pelo então bispo do Rio de Janeiro, D. José E. Barros Alarcão, que a nomeia de Santo Amaro;[15]
- 1737: É feito um caminho para ligar Santo Amaro e São Paulo;[15]
- 1829: Começa de fato o crescimento da região. Terras são sorteadas aos colonos alemães e finalmente é reconhecida a primeira colônia de imigrantes em Santo Amaro;[15]
- 1832: Santo Amaro é reconhecida como Vila;[15]
- 1833: Em abril ocorre a formação do poder legislativo de Santo Amaro, com 7 vereadores determinados pelo eleitorado paroquial;
- 1835: Em 4 de março ocorre a eleição do primeiro prefeito de Santo Amaro, Manoel José Moraes;
- 1835: Criação dos corpos militares da Guarda Nacional em Santo Amaro;
- 1841: Inauguração da primeira escola pública em Santo Amaro;
- 1868: Primeiro Jornal;
- 1886: Inauguração da linha férrea de São Paulo e Santo Amaro. A primeiro trem fez uma viagem que percorria desde a Rua São Joaquim à Praça Santacruz;[15]
- 1894: Inauguração da atual Casa de Cultura;
- 1896: Inauguração do antigo Jardim Público, agora Praça Floriano Peixoto;
- 1907: Início da construção da represa de Guarapiranga. Terminada a construção, o local se tornou ponto turístico no município;
- 1924: Criação da Igreja Matriz de Santo Amaro;
- 1932: Reurbanização do município;
- 1935: O Interventor federal solicita um decreto que anexa o município de Santo Amaro ao município de São Paulo, tornando-se um distrito do município.[15]

## Curiosidades
A região ainda possui fortes influências católicas devido ao período colonial no qual ocorreram as missões da Companhia de Jesus.
Antes de se tornar um distrito do município de São Paulo, em 1935, Santo Amaro era um município independente.

## Estátuas importantes
Entre a Avenida Santo Amaro e Avenida Adolfo Pinheiro, o artista Júlio Guerra estabeleceu sua obra em homenagem à Manoel de Borba Gato (bandeirante paulista). A escultura, erguida em 1960, tem mais de 10 metros de altura e pesa o equivalente à 20 toneladas. Logo ficou reconhecida como cartão-postal, diretamente associada ao distrito.